# Élections sénatoriales françaises de 1897
Les élections sénatoriales françaises de 1897 ont lieu le 3 janvier 1897 au titre du renouvellement triennal pour la série B.

## Résultats
| Tendances politiques | Tendances politiques       | Sièges sortants | Sièges obtenus | Sièges totaux                    |
| -------------------- | -------------------------- | --------------- | -------------- | -------------------------------- |
|                      | Réactionnaire              | 25              | 12             | 30                               |
|                      | Républicains progressistes | 42              | 66             | 222                              |
|                      | Républicain Radical        | 11              | 16             | 45 (dont 4 radicaux-socialistes) |
| Total                | Total                      | 94              | 94             | 300                              |